# Karkonsaari (ö i Södra Savolax)
Karkonsaari är en ö i Finland. Den ligger i sjön Orivesi och i kommunen Nyslott i  landskapet Södra Savolax, i den sydöstra delen av landet, 300 km nordost om huvudstaden Helsingfors. Öns area är 2,7 hektar och dess största längd är 320 meter i öst-västlig riktning.